# Moruga Village
Moruga Village es una villa de Trinidad y Tobago, que forma parte de la región de Princes Town.

## Historia
Moruga estuvo en las noticias nacionales en 1998 cuando un puente histórico cerca de la ciudad se derrumbó cuando una camioneta pasaba por encima (no hubo víctimas mortales).
Se dice que Moruga es el lugar donde desembarcó Cristóbal Colón cuando descubrió Trinidad.[cita requerida]

## Geografía
La villa abarca parte de la isla Trinidad y limita al norte con Bon Jean y La Ruffin, al sur con el canal de Colón, al este con La Ruffin y al oeste con La Lune.

## Demografía
Datos demográficos de la villa de Moruga Village:
| Gráfica de evolución demográfica de Moruga Village entre 2000 y 2011 |
|                                                                      |

## Economía
El pueblo está cerca de las reservas de petróleo de Trinidad, y esa y la pesca son las principales economías del área con algunos de los residentes de la comunidad trabajando en Princes Town y San Fernando. Se podría describir como un distrito dormitorio rural para estas áreas urbanas más grandes.

## Patrimonio
La villa alberga el museo Moruga, un pequeño museo que representa la historia de Moruga y Trinidad.